# Kaplica Przemienienia Pańskiego w Krościenku nad Dunajcem
Kaplica Przemienienia Pańskiego w Krościenku nad Dunajcem – kaplica w Krościenku nad Dunajcem, położona przy ulicy św. Kingi, naprzeciw nowego cmentarza parafialnego. Najstarszy obiekt przy tej ulicy.

## Historia
Kaplica była wznoszona etapami między 1831 rokiem a 1896 rokiem. Ufundowano ją w reakcji na pierwszą wielką epidemię cholery, jaka nawiedziła te okolice w 1831 roku, oraz na powroty epidemii w latach 1855 i 1873 – budowę prowadzono etapami,  każdy nawrót epidemii był sygnałem do kontynuacji prac. Na przełomie XIX i XX wieku stała samotnie, w szczerym polu, przy drodze do przeprawy przez Dunajec jako ochrona przed morem.

## Stan dzisiejszy
Dziś kaplica stoi w centralnej części ulicy św. Kingi, naprzeciw nowego cmentarza, który powstał w 1897 roku.

## Uwaga
W Krościenku, na Zawodziu (po drugiej stronie Dunajca) przy ul. Zdrojowej 24 istnieje druga kaplica Przemienienia Pańskiego. Nad wejściem znajduje się data 1875, jednak istnieją przekazy, że kaplica istniała w tym miejscu już w początkach XVII wieku. Kaplica ta służyła mieszkańcom za kościół w okresach, gdy nie było możliwe przedostanie się na lewy brzeg Dunajca, na msze do kościoła parafialnego na krościeńskim rynku. Kaplica ta również została ufundowana, aby chronić mieszkańców przed epidemiami.

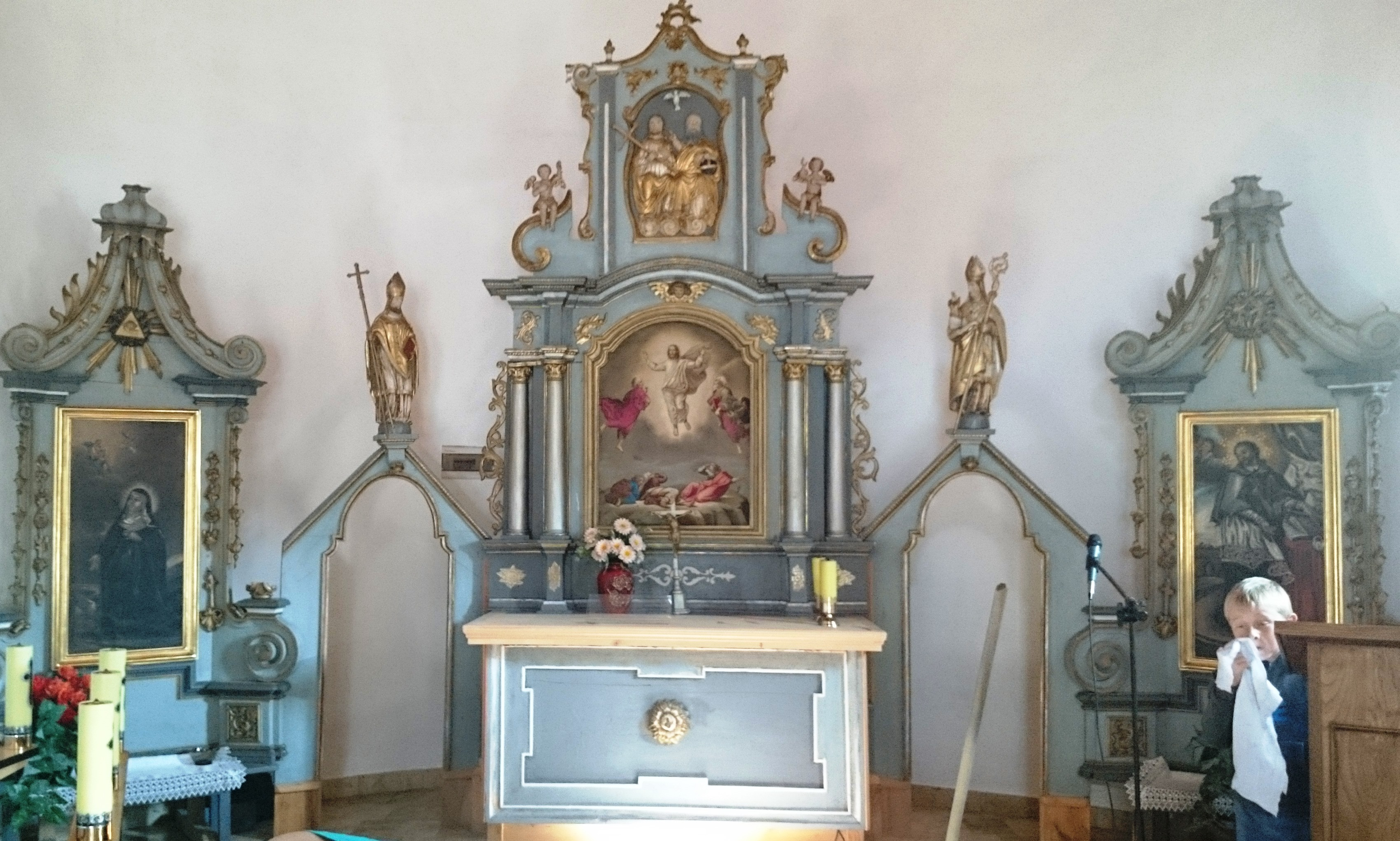
Ołtarz w kaplicy